# Carey Hart
Carey Hart (Las Vegas, 17 luglio 1975) è un pilota motociclistico statunitense.

## Biografia
Hart è nato a Las Vegas in Nevada e cresciuto a Seal Beach in California, i suoi genitori divorziarono quando lui era molto giovane e lui e suo fratello più giovane Antony "Tony" Hart furono cresciuti dal padre. Carey cominciò a gareggiare nel 1981 alla giovane età di 6 anni e nel 1993 diventò un professionista a 18 anni e cominciò a correre nelle gare di Super Cross. Dal 1996 cominciò a gareggiare nel Freestyle Motocross.

### Carriera
Durante i Gravity Games nel 2000, Carey ha tentato un BackFlip e ha inventato un trick che è conosciuto come "Hart Attack".
Ha attraversato tutto il mondo per promuovere il motocross freestyle, inoltre è apparso anche nei video di Pink Just like a Pill, So What e Just Give Me a Reason e True Love.
Ha avuto dei cameo nei film xXx e Charlie's Angels: più che mai, inoltre un membro del cast nella quinta stagione del Reality Show The Surreal Life

### La vita oltre il freestyle
Hart compete nel Campionato AMA Supermoto come membro del suo team Hart & Huntington Tattoo/Rockstar Supermoto Team.
Nel 2009 ha collaborato con PMG per lanciare la Hart e Huntington Tattoo Truck Tram e ha inoltre gareggiato nel Off Road Racing Series Oil Lucas per il trofeo "Team General Tire's Unlimited 2 trophy truck"

### Hart e Huntington
Carey assieme all'imprenditore John Huntington apre l'Hart & Huntington Tattoo Company presso il Palms Casino, e ne aprono poi altri a Honolulu, Cabo San Lucas, Orlando al Universal Citywalk e in Canada.
Purtroppo lo store a Cabo San Lucas chiude nel 2008; perciò fondano una linea d'abbigliamento ispirata al design della Hart and Huntington Tattoo Company.

## Vita privata
Il 7 gennaio 2006, ha sposato la cantante statunitense Pink, in Costa Rica. Nel febbraio 2008 la coppia si separò, per tornare insieme nell'aprile dello stesso anno. Il 17 novembre 2010, durante l'apparizione al The Ellen DeGeneres Show, la moglie Pink annunciò di essere incinta del loro primo figlio, una bambina. Il 3 giugno 2011 è nata Willow Sage Hart. Nel mese di novembre 2016 annunciano la seconda gravidanza. Il 26 dicembre dello stesso anno nasce il loro secondo figlio Jameson Moon.